# Teologala dygder

Tro, hopp och kärlek brukar symboliseras av ett kors, ett ankare respektive ett hjärta.

De gudomliga dygderna, även kallade teologala dygderna, avser enligt Romersk-katolska kyrkan dygderna tro, hopp och kärlek; nödvändiga för frälsning. De förekommer i Bibeln i Första Korinterbrevet 13:13, där Paulus skriver:
"Men nu består tro, hopp och kärlek, dessa tre, och störst av dem är kärleken."